# طفل ماوتيانشان
طفل ماوتيانشان (بالصينية: 帽天山页岩)، عبارة عن سلسلة من الطفل الصفحي من الكمبري المبكر في تكوين تشيونغتشوسو، التي تشتهر برواسبها المعروفة بالحفاظ الاستثنائي على المتعضيات المتحجرة أو الآثار. يشكل طفل ماوتيانشان واحدة من أربعين موقعًا من مواقع حفريات الكمبري في جميع أنحاء العالم والتي تظهر الحفظ الرائع على الأنسجة الرخوة غير المعدنية المحفوظة بشكل نادر، والتي تضاهي حفريات طفل برجس في كولومبيا البريطانية، كندا. أخذت اسمها من "تل ماوتيانشان" (بالصينية: 帽天山) في مقاطعة تشنغجيانغ، مقاطعة يونان، الصين.